# Monterosso Almo
Monterosso Almo (in siciliano: Muntirussu) è un comune italiano di 2 719 abitanti del libero consorzio comunale di Ragusa, in Sicilia.

## Geografia fisica

### Territorio
Monterosso Almo dista 28 chilometri da Ragusa ed è uno dei tre comuni montani della provincia. È il comune più a nord della provincia di Ragusa, inoltre è il secondo comune meno abitato della provincia dopo Giarratana. Sorge sui Monti Iblei a pochi chilometri dalla vetta di Monte Lauro. Dista 163 km da Agrigento, 114 km da Caltanissetta, 71 km da Catania, 118 km da Enna e 67 km da Siracusa.

## Storia
Le origini di Monterosso affondano nella notte dei tempi: la necropoli di Calaforno e l'abitato di monte Casasia, scoperti negli anni sessanta, dimostrano infatti come il territorio sia stato abitato da popolazioni sicule. L'ipogeo di Calaforno è stato inizialmente usato come luogo di sepoltura, poi come luogo di abitazione e, nel periodo romano come luogo di rifugio dei cristiani.
Queste popolazioni in seguito alle incursioni dei greci si ritirarono sui monti interni, dando vita ad altri centri. Non esistono documenti che risalgono al periodo greco-romano. In una zona situata sulla strada Vizzini-Monterosso si trovano le grotte dei Santi con alcuni affreschi bizantini, che sono state abitate nel periodo delle persecuzioni cristiane.
Nel 1168 il paese appartenne a Goffredo figlio del Conte Ruggero. Già il paese aveva una fisionomia e un certo numero di abitanti e prese il nome di Monte Jahalmo. Successivamente il paese appartenne al conte Enrico Rosso che costruì un castello presso la contrada Casale del quale si è persa ogni traccia. In seguito alle nozze di Enrico con la figlia di Federico Chiaramonte, il paese entra a far parte della Contea di Modica e in questo periodo prende il nome di Monterosso.
Dopo la caduta dei Chiaramonte, intorno all'anno 1393, la contea, e quindi anche Monterosso, passò in mano di Bernardo Cabrera. Il Cabrera, assetato di potere, portò il paese alla rovina, dopo che fallite le sue ambizioni di ottenere la corona di Sicilia fu costretto a pagare un forte debito vendendo il paese. In seguito, nel 1508, il paese fu ricomprato dagli eredi del Cabrera, i quali vi costruirono due castelli.
Nel 1649 ebbe inizio la costruzione del nuovo convento di S. Anna, l'edificazione del monastero fu finanziata da Donna Marcella dell'Albani, originaria di Biscari, e dal marito Don Giovanni Francesco Distefano; nella chiesa conventuale trovò sepoltura Don Angelo Distefano. L'11 gennaio del 1693 anche Monterosso fu colpito dal tremendo terremoto che distrusse la Sicilia orientale, vi furono circa 200 morti e solo pochi ruderi rimasero quali la cappella di Sant'Antonio e il Mulino Vecchio. Da allora il paese è stato ricostruito sempre più in cima al monte, assumendo l'attuale topografia.

### Simboli
Emblema del comune è lo stemma estratto dall'Archivio di Stato di Palermo,
raffigurato nel gonfalone e descritto nello statuto comunale come segue:
Il gonfalone in uso è un drappo di azzurro, anche se nello statuto comunale è blasonato di colore bianco.

## Monumenti e luoghi d'interesse

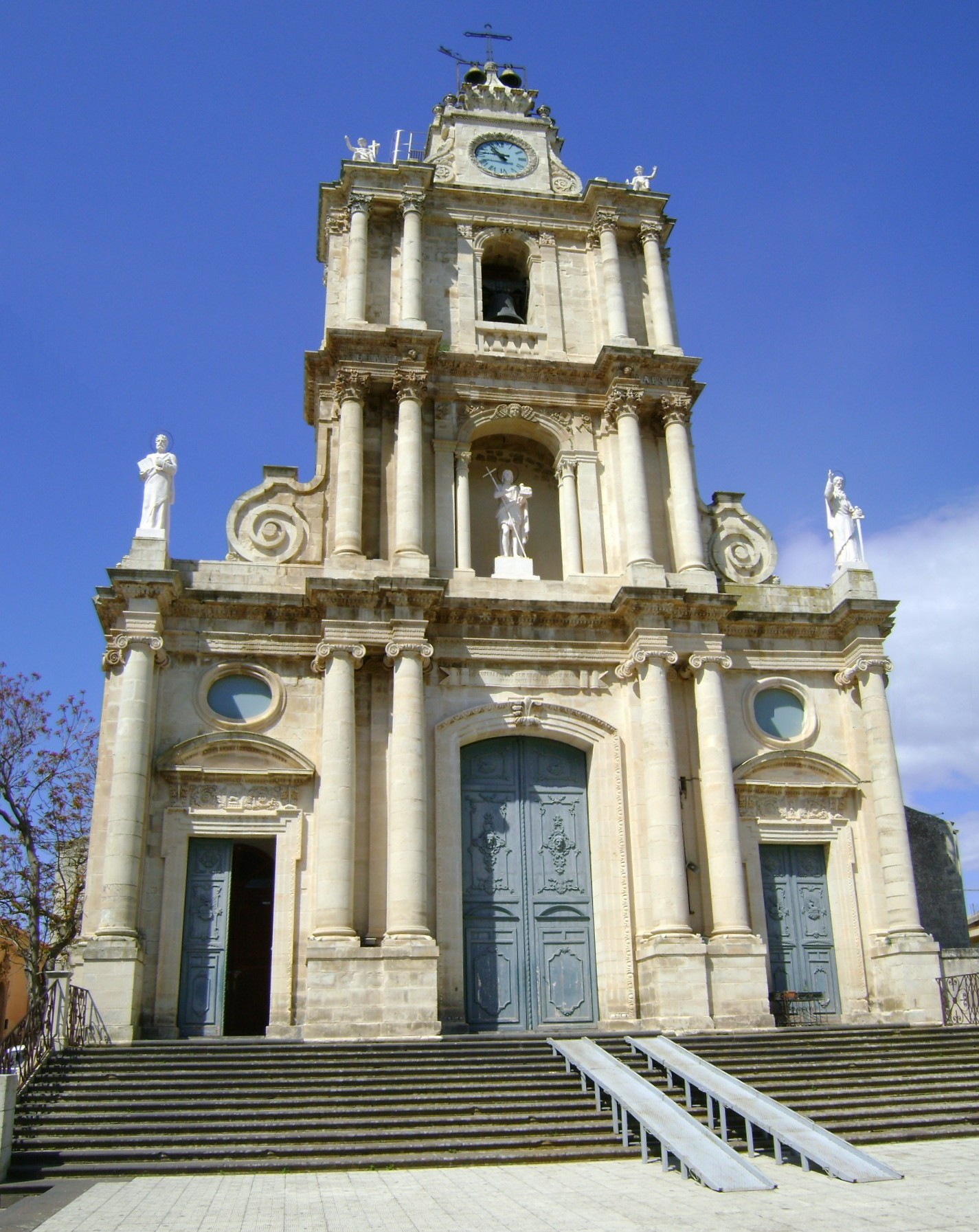
La basilica di San Giovanni Battista.

### Architetture religiose
- Basilica di San Giovanni Battista;
- Chiesa di Santa Maria Assunta, monumento nazionale e basilica minore[5];
- Chiesa di Sant'Antonio Abate o Santuario Diocesano dell'Addolorata;
- Chiesa di Sant'Anna.

### Architetture civili
- Palazzo Cocuzza, edificio tardo barocco;
- Casa palazzata Barone Burgio;
- Fontana pubblica del 1894;
- Palazzo Barone Noto (o Palazzo Noto), antico palazzo appartenuto alla famiglia Noto di Monterosso Almo parzialmente distrutto dal terremoto del 1693, ricostruito tra il XIX e il XX secolo con un diverso stile.

## Società

### Evoluzione demografica

Distribuzione del gruppo siciliano

Abitanti censiti

### Lingue e dialetti
Oltre alla lingua ufficiale italiana, a Monterosso Almo si parla la lingua siciliana nella sua variante metafonetica sud-orientale. La ricchezza di influenze del siciliano, appartenente alla famiglia delle lingue romanze e classificato nel gruppo meridionale estremo, deriva dalla posizione geografica dell'isola, la cui centralità nel mar Mediterraneo ne ha fatto terra di conquista di numerosi popoli gravitanti nell'area mediterranea.

## Cultura

### Concorsi
Sono diverse a Monterosso Almo le manifestazioni di cultura: il Concorso di poesia "Luigi Blundo" organizzato dalla Biblioteca Comunale "Giorgio La Pira" di Monterosso Almo; il Concorso "Questa storia la racconto io" organizzato dalla Biblioteca Comunale.

### Editoria, radio, TV
A Monterosso Almo nasce, nel dicembre 1979, Tele Monte Lauro, una piccola emittente televisiva. L'emittente monterossana, nonostante fosse molto locale, prese subito la strada nell'affiliarsi ad un circuito nazionale quale poi fu quello nascente di Canale 5, facendosi apprezzare molto al di fuori del raggio d'azione locale e seguitissima nelle province del nisseno, del ragusano e del siracusano.
Tele Monte Lauro cesserà le sue trasmissioni nel gennaio 1982, quando gli impianti verranno ceduti alla società "Retesicilia S.r.l." di Palermo facente capo alla Fininvest di Silvio Berlusconi.

### Eventi
- 17 gennaio: festa in onore di sant'Antonio Abate, poi un tradizionale falò in piazza Sant'Antonio e fuochi pirotecnici.
- domenica dopo il 19 marzo: festa San Giuseppe e tradizionali altari dedicate al Santo.
- Riti della Settimana Santa: Domenica delle Palme processione con Gesù e l'asinello; Mercoledì Santo tradizionale processione con il Cristo alla colonna; Venerdì Santo caratteristica processione con Scisa ra Cruci e Svelata ra Bedda Matri; Domenica di Pasqua tradizionale 'Ncrinata del Cristo Risorto e della Vergine Maria e processione per le vie del paese.
- Martedì dopo Pasqua: festa in onore di Maria Santissima Addolorata.
- Domenica in Albis: tradizionale processione a spalla di Maria Santissima Addolorata verso Sant'Antonio u Viecchiu.
- Terzo sabato dopo Pasqua: sagra dei cavati.
- Terza domenica dopo Pasqua: festa degli Angeli in onore di Maria Santissima Addolorata.
- 24 giugno: natività di San Giovanni Battista.
- Ultima domenica di Agosto: sagra del Pane in piazza San Giovanni.
- Prima domenica di settembre: Solenni Festeggiamenti in onore di San Giovanni Battista, patrono e protettore del comune[7].
- Terza domenica di settembre: festa patronale in onore di Maria Santissima Addolorata, regina e patrona principale del comune.
- Quinta domenica di settembre o prima domenica di ottobre: festeggiamenti in onore di Maria Santissima Bambina.
- 8 dicembre: Solennità dell'Immacolata Concezione nella Chiesa di Sant'Anna.
- 8 dicembre: anniversario del santuario diocesano dell'Addolorata.
- 26-28 dicembre e 1, 4, 6 gennaio: presepe vivente.

## Economia
L'economia monterossana si dedica quasi esclusivamente all'agricoltura e all'allevamento.
Il territorio presenta una buona produzione di cereali, mandorle, nespole, noci, fichi, olive, ciliegie e origano. Dall'allevamento di bovini e ovini, si ricava una buona produzione di formaggio pecorino.

### Turismo
Il comune è associato al circuito dei borghi più belli d'Italia.

## Amministrazione
Di seguito è presentata una tabella relativa alle amministrazioni che si sono succedute in questo comune.
| Periodo          | Periodo           | Primo cittadino    | Partito                            | Carica  | Note  |
| ---------------- | ----------------- | ------------------ | ---------------------------------- | ------- | ----- |
| 15 giugno 1988   | 29 settembre 1992 | Giovanna Roccuzzo  | -                                  | Sindaco | [ 8 ] |
| 7 ottobre 1992   | 8 giugno 1993     | Sebastiano Buscema | Partito Democratico della Sinistra | Sindaco | [ 8 ] |
| 8 giugno 1993    | 1º dicembre 1997  | Ignazio Amato      | -                                  | Sindaco | [ 8 ] |
| 1º dicembre 1997 | 28 maggio 2002    | Salvatore Sardo    | lista civica                       | Sindaco | [ 8 ] |
| 28 maggio 2002   | 15 maggio 2007    | Vito Amato         | lista civica                       | Sindaco | [ 8 ] |
| 15 maggio 2007   | 8 maggio 2012     | Salvatore Sardo    | lista civica                       | Sindaco | [ 8 ] |
| 8 maggio 2012    | 11 giugno 2017    | Paolo Buscema      | -                                  | Sindaco | [ 8 ] |
| 11 giugno 2017   | in carica         | Salvatore Pagano   | -                                  | Sindaco | [ 8 ] |